# Léonard Mashako Mamba
Pour les articles homonymes, voir Mamba (homonymie).
Léonard Mashako Mamba, né le 15 mars 1951 et mort le 25 septembre 2017 à Kinshasa (république démocratique du Congo), est un homme politique congolais.

## Biographie
Léonard Mashako Mamba fut ministre de la Santé de la république démocratique du Congo et un proche de Laurent-Désiré Kabila. Il se trouvait à ses côtés lors de son assassinat le 16 janvier 2001. Son mandat ministériel prit fin avec l'installation du Gouvernement de transition en 2003, remplacé par le docteur Jean Yagi Sitolo, précédemment gouverneur de la province Orientale.
Il redeviendra ministre de l’Enseignement supérieur et universitaire dans les gouvernements Muzito I et Muzito II.